# Língua bengali
O bengali ou bengalês (বাংলা, transl. Baṅla), também conhecido como bangla e bengalim, é a língua indo-ariana falada pelas populações de Bangladesh (sendo o idioma nacional e oficial do país, com 98% dos bengaleses tendo esse idioma como língua materna) e pelo estado indiano vizinho de Bengala Ocidental. Há também comunidades significativas de falantes de bengali em Assão (estado indiano vizinho a Bengala Ocidental e Bangladesh) e em Tripura (estado indiano vizinho a Assão e Bangladesh), além de populações imigrantes no Ocidente e no Oriente Médio.
Bengali é uma palavra ocidental usada por muitas línguas indo-europeias para se referir à língua e ao povo que a fala. A tradicional área habitada pelas populações bengalis é chamada de Bengala (em bengali: বাংলা / বঙ্গ; romanização: Bānglā / Bôngô).[carece de fontes?] A região está agora dividida em duas partes: a parte ocidental, Bengala Ocidental (ou Poshchim-Bongo), um estado indiano, e a parte oriental, Bangladesh, um país independente.[carece de fontes?]

## Distribuição geográfica

### Falantes
Os bengalis (ou bengalas, ou bengaleses) são um grupo étnico índico de Bengala (um território dividido entre a Índia e Bangladesh), no subcontinente indiano, com uma história de mais de dois milênios. Falam a língua bengali, do ramo oriental do indo-europeu. São indo-arianos, aparentados dos biaris e dos assameses, embora também tenham relação com os mundas, os tibeto-birmaneses e os austro-asiáticos, do nordeste da Índia, e com os dravidianos do sul da Índia. Assim sendo, os bengalis são um povo heterogêneo e consideravelmente diversificado. Concentram-se principalmente em Bangladesh e no estado indiano de Bengala Ocidental.
O termo bengali também pode referir-se ao Bangladesh ou a seu natural/habitante[carece de fontes?]

### Status atual
Bengali é o sétimo idioma mais falado do mundo (quinto se contarmos apenas falantes nativos), com cerca de 265 milhões de falantes, 228 milhões deles sendo falantes nativos.

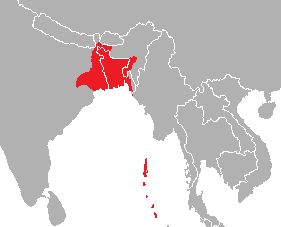
Região dos falantes da língua bengali no subcontinente indiano.

### Região em que é falada
Bengali é o único idioma oficial de Bangladesh e, também, a língua oficial dos estados indianos de Assão, Tripura e Bengala Ocidental. Há algumas diferenças de vocabulário e pronúncia entre as variantes faladas em Bangladesh e as da Índia.

### Dialetos
A variação regional no bengali falado constitui um continuum dialetal. O linguista Suniti Kumar Chattopadhyay agrupou os dialetos das línguas de Magadhan oriental em quatro grandes grupos que incluíam assamês e oriya - Rarhi, Vangiya, Kamrupi e Varendri; mas muitos esquemas de agrupamento alternativos também foram propostos. Os dialetos do sudoeste (dialeto Rarhi ou Nadia) formam a base do bengali coloquial padrão moderno. Nos dialetos predominantes em grande parte do leste e sudeste de Bangladesh (divisões Barisal, Chittagong, Dhaka e Sylhet de Bangladesh), muitas das plosivas e africadas ouvidos em Bengala Ocidental são pronunciados como fricativas. Consoantes africadas alveopalatais ocidentais (চ [tɕɔ], ছ [tɕʰɔ], জ [dʑɔ]) correspondem às orientais (চ[tsɔ], ছ [tsʰɔ ~ sɔ], জ [dzɔ ~ zɔ]). A influência das línguas tibeto-birmanesas na fonologia do bengali oriental é vista através da falta de vogais nasaladas e uma articulação alveolar do que são categorizadas como consoantes "cerebrais" (em oposição à articulação postalveolar de Bengala Ocidental). Algumas variantes do bengali, particularmente o chittagoniano e o chakma, têm tons contrastantes; diferenças no tom da voz do locutor podem distinguir palavras. Rangpuri, Kharia Thar e Mal Paharia são intimamente relacionados aos dialetos bengalis ocidentais, mas são normalmente classificados como línguas separadas. Da mesma forma, o Hajong é considerado uma língua separada, embora compartilhe semelhanças com os dialetos bengali do norte.
Durante a padronização do bengali no século XIX e no início do século XX, o centro cultural de Bengala estava em Calcutá, uma cidade fundada pelos britânicos. O que é aceito como a forma padrão hoje em Bengala Ocidental e Bangladesh é baseado no dialeto Centro-Oeste do Distrito de Nadia, localizado próximo à fronteira de Bangladesh e 76 milhas ao norte de Calcutá. Há casos em que falantes do bengali padrão na Bengala Ocidental usam uma palavra diferente de um falante do bengali padrão em Bangladesh, embora ambas as palavras sejam descendentes de bengali nativos. Por exemplo, a palavra sal é নুন (nun) no oeste, que corresponde a লবণ (lôbôṇ) no leste.
O bengali exibe diglossia, embora alguns estudiosos tenham proposto triglossia ou mesmo n-glossia ou heteroglossia entre as formas escrita e falada da língua. Surgiram dois estilos de escrita, envolvendo vocabulários e sintaxe um tanto diferentes:
1. Shadhu-bhasha (সাধুভাষা "linguagem rígida") era a língua escrita, com inflexões verbais mais longas e mais de um vocabulário tatsama derivado do páli e do sânscrito. Músicas como o hino nacional indiano Jana Gana Mana (de Rabindranath Tagore) foram compostas neste estilo. Seu uso na escrita moderna, entretanto, é incomum, restrito a alguns sinais e documentos oficiais em Bangladesh, bem como para alcançar efeitos literários específicos.
2. Cholito-bhasha (চলিতভাষা "língua corrente"), conhecido pelos lingüistas como Bengali Coloquial Padrão, é um estilo bengali escrito exibindo uma preponderância de idioma coloquial e formas verbais encurtadas, e é o padrão para o bengali escrito agora. Esta forma entrou em voga na virada do século XIX, promovida pelos escritos de Peary Chand Mitra (Alaler Gharer Dulal, 1857),[5] Pramatha Chaudhuri (Sabujpatra, 1914) e nos escritos posteriores de Rabindranath Tagore. É modelado no dialeto falado na região de Santipur no distrito de Nadia, Bengala Ocidental. Esta forma de bengali é frequentemente referida como o "padrão Nadia", "dialeto Nadia", "dialeto sudoeste / centro-oeste" ou "Shantipuri Bangla".[5]

O linguista Prabhat Ranjan Sarkar categoriza o idioma como:
- Dialeto Madhya Rādhi
- Dialeto Kanthi (Contai)
- Dialeto de Calcutá
- Dialeto Shantipuri (Nádia)
- Dialeto Shershabadia (Maldahiya / Jangipuri)
- Dialeto barendri
- Dialeto Rangpuriya
- Dialeto Sylheti
- Dialeto Dhakaiya (Bikrampuri)
- Dialeto de Jessor / Jessoriya
- Dialeto Barisal (Chandradwip)
- Dialeto chattal (Chittagong)

## História

### Antiguidade
A língua bangla deriva-se, do mesmo modo que outras línguas indianas, do sânscrito possuindo escrituras datadas de 1500 a 1000 a.C.. Pouco se sabe sobre onde o sânscrito surgiu, mas alguns estudiosos supõem que ele tenham surgido no Vale do Indo, área que atualmente se localiza entre o Paquistão e o noroeste da Índia. O sânscrito é uma língua indo-ariana, e as comparações gramaticais entre o bangla e o sânscrito é igual a relação, em termos de vocabulário e gramática, entre o francês e o latim clássico. Mesmo sendo mais considerado como uma língua devocional e culta do que um recurso de comunicação, o sânscrito ainda é classificado como uma das línguas oficiais da Índia. O Rigueveda, o documento sagrado mais antigo do hinduísmo, foi escrito em uma forma primitiva de sânscrito, atualmente denominada de sânscrito védico.
Em torno do século V a.C., o gramático Panini padronizou o idioma em uma nova forma, conhecida como sânscrito clássico, e escreveu o que é considerada atualmente como a primeira gramática científica. Ademais, diversas obras religiosas, poesias e dramas influentes e os primeiros documentos científicos e matemáticos foram escritos em sânscrito. A partir dessa linguagem essencialmente erudita, as formas coloquiais ou formais desenvolveram-se entre 500 a.C. e 500 d.C. Enquanto o sânscrito foi descrito por Panini como perfeitamente produzido em relação a todos os seus elementos, como raízes e sufixos, as derivações dele são chamadas de prácritos (prôkrti̇, natureza), indicando que elas estavam mais próximos da linguagem atual. Elas são divididos em três ramos principais: Sauraseni, Magadhi e Maharashtri. O bangla, próximo ao assamês, oriya e bhojpuri (bihari), desenvolveu-se a partir do ramo Magadhi, também conhecido como Indo-Ariano Oriental.
A língua bangla pode ser datada de mil anos atrás. Os textos mais antigos que são classificados como escritos em bengali foram encontrados no Nepal pelo estudioso bengali Haraprasad Shastri e divulgado no ano de 1909. Esses escritos são canções devocionais budistas conhecidas como Charyapada e datadas entre os anos 900 e 1100 d.C.. Foi durante esta época que houve a separação do assamês, do oriya e do bangla entre si e o sânscrito. As razões para reivindicar o Charyapada para bangla, ao invés de assamês ou oriya, estão relacionadas à formação de palavras, pronomes, desinências casuais e posposições emergentes, que parecem apontar o caminho para formas posteriores em bangla. Este período, entre os anos de 900 e de 1400 d.C., é chamado de Antigo Bengali. As flexões verbais começaram a surgir e pronomes, como ami [আমি;  tradução: eu] e tumi [তুমি; tradução: tu, você], foram formados. Também nessa época, a escrita bengali começou a montar suas características, separando-se do devanágari. Tanto o devanágari quanto a escrita bangla foram feitos e utilizados primeiramente para escrever sânscrito.

### Idade Média
Durante o período medieval, o bengali médio foi caracterizado pela exclusão do sufixo ‘অ [ô]’, pela disseminação de verbos compostos e pela influência das línguas árabe, persa e turca. A chegada de mercadores e comerciantes do Oriente Médio e do Turquestão ao Império Pala, que governava o budismo, já no século VII, deu origem à influência islâmica na região. Começando com a conquista de Bakhtiyar Khalji no século XIII, as subsequentes expedições muçulmanas a Bengala encorajaram muito os movimentos migratórios de árabes muçulmanos e turco-persas, que influenciaram fortemente o vernáculo local estabelecendo-se entre a população nativa. O bengali adquiriu destaque, sobre o persa, na corte dos sultões de Bengala com a ascensão de Jalaluddin Muhammad Shah. Os governantes muçulmanos subsequentes promoveram ativamente o desenvolvimento literário do bengali, permitindo que se tornasse a língua vernácula mais falada no sultanato. O bengali ganhou muito vocabulário do árabe e do persa, o que cultivou uma manifestação da cultura islâmica na língua. Os principais textos do bengali médio (1400–1800) incluem Yusuf-Zulekha, de Shah Muhammad Sagir, e Shreekrishna Kirtana, dos poetas Chandidas. O apoio da corte à cultura e ao idioma bengali diminuiu quando o Império Mugal colonizou Bengala no final do século XVI e no início do século XVII.

### Atualmente
A forma literária moderna do bengali foi desenvolvida durante o século XIX e o início do século XX com base no dialeto falado na região de Nadia, um dialeto bengali do centro-oeste. O bengali apresenta um caso forte de diglossia, com a forma literária e padrão muito diferente da fala coloquial das regiões que se identificam com a língua. O vocabulário bengali moderno contém a base de vocabulário de prácrito magádi e páli, e também há tatsamas (palavras emprestadas do sânscrito em línguas indo-arianas modernas) e outros empréstimos importantes das línguas persa, árabe, austro-asiática e de outras línguas com que o bengali teve contato.
Durante este período, havia duas formas principais de bengali escrito:
- চলিতভাষা Chôlitôbhasha; forma coloquial de bengali usando inflexões simplificadas.
- সাধুভাষা Sadhubhasha; forma sânscrita de bengali.

#### A luta pelo bengali em Bangladesh
Entre 1947-1971, quando Bengala Oriental (atualmente Bangladesh) era parte do Paquistão, a língua bengali tornou-se o foco e a fundação da identidade nacional do povo de Bengala Oriental, levando por fim à criação do estado soberano de Bangladesh. O bengali é a língua oficial de Bangladesh e o trabalho administrativo e oficioso é desempenhado em bengali. Em 1948, o governo do Paquistão tentou impor o urdu como a única língua oficial no Paquistão, dando início ao movimento da língua bengali. O movimento da língua bengali foi um movimento etnolinguístico popular na antiga Bengala Oriental (hoje Bangladesh), que foi resultado da forte consciência linguística dos bengalis para obter e proteger o reconhecimento do bengali falado e escrito como língua oficial do então Domínio do Paquistão. Em 21 de fevereiro de 1952, a classe média emergente de Bengala Oriental levou a cabo um levantamento, conhecido mais tarde como o "Movimento da Língua", e cinco estudantes e ativistas políticos foram mortos durante protestos perto do campus da Universidade de Daca, após se manifestarem desafiando o fogo dos militares, reivindicando que a língua bengali fosse agraciada como a língua nacional ancestral do Paquistão. Em 1956, o bengali tornou-se uma língua oficial do Paquistão. Desde então, o dia tem sido celebrado como o Dia do Movimento da Língua em Bangladesh, e também é comemorado como Dia Internacional da Língua Materna pela UNESCO, após a Conferência-Geral da UNESCO ter tomado a decisão para esse efeito, em 17 de Novembro de 1999, quando unanimemente adotou o desenho de uma resolução submetida por Bangladesh, co-patrocinada e apoiada por 28 outros países. Dia 19 de Maio de 1961, Silchar, pequena cidade do sul de Assão, no nordeste da Índia, testemunhou outra batalha pela língua bengali. Onze pessoas morreram com os tiros disparados pela polícia no protesto contra a imposição forçada do assamês aos nativos da língua bengali, como política do estado. Os mártires de 19 de Maio deram tudo de si pela língua e mais tarde o governo teve que retroceder.
Em 2010, o parlamento de Bangladesh e a assembleia legislativa de Bengala Ocidental propuseram que o bengali se tornasse uma língua oficial da ONU, embora nenhuma ação adicional tenha sido tomada sobre o assunto.

## Fonologia
O inventário fonêmico do bengali padrão consiste em 29 consoantes e 7 vogais, bem como 7 vogais nasalizadas. O inventário é apresentado a seguir no Alfabeto Fonético Internacional (grafema superior em cada caixa) e romanização (grafema inferior).
|             | Anterior | Central | Posterior |
| ----------- | -------- | ------- | --------- |
| Fechada     | ই~ঈ i i  |         | উ~ঊ u u   |
| Semifechada | এ e e    |         | ও o o     |
| Semiaberta  | অ্যা ɛ ê   |         | অ ɔ ô     |
| Aberta      |          | আ a a   |           |

|             | Anterior  | Central | Posterior |
| ----------- | --------- | ------- | --------- |
| Fechada     | ইঁ~ঈঁ ĩ ĩ   |         | উঁ~ঊঁ ũ ũ   |
| Semifechada | এঁ ẽ ẽ     |         | ওঁ õ õ     |
| Semiaberta  | এ্যাঁ / অ্যাঁ ɛ̃ |         | অঁ ɔ̃       |
| Aberta      |           | আঁ ã     |           |

|             |             |              | Labial | Dental | Retroflexo | Palatoalveolar | Velar | Glotal |
| ----------- | ----------- | ------------ | ------ | ------ | ---------- | -------------- | ----- | ------ |
| Nasal       | Nasal       | Nasal        | m      | n      | n          |                | ŋ     |        |
| Plosiva     | desvozada   | não aspirada | p      | t      | ʈ          | tʃ             | k     |        |
| Plosiva     | desvozada   | aspirada     | pʰ~f   | tʰ     | ʈʰ         | tʃʰ            | kʰ    |        |
| Plosiva     | vozeada     | não aspirada | b      | d      | ɖ          | dʒ             | ɡ     |        |
| Plosiva     | vozeada     | aspirada     | bʱ~v   | dʱ     | ɖʱ         | dʒʱ            | ɡʱ    |        |
| Fricativa   | Fricativa   | Fricativa    |        | s      | s          | ʃ              |       | ɦ      |
| Aproximante | Aproximante | Aproximante  | (w)    | l      |            | (j)            |       |        |
| Rhotic      | Rhotic      | Rhotic       |        | r      | ɽ~ɽʱ       |                |       |        |

O bengali é conhecido por sua grande variedade de ditongos, combinações de vogais que ocorrem na mesma sílaba. Dois deles, / oi̯ / e / ou̯ /, são os únicos com representação na escrita, como ঐ e ঔ, respectivamente. / e̯ i̯ o̯ u̯ / podem todos formar a parte deslizante de um ditongo. O número total de ditongos não foi estabelecido, com limites em 17 e 31. Um gráfico incompleto é fornecido por Sarkar (1985) do seguinte:
|   | e̯  | i̯  | o̯  | u̯  |
| - | -- | -- | -- | -- |
| a | ae̯ | ai̯ | ao̯ | au̯ |
| æ | æe̯ |    | æo̯ |    |
| e |    | ei̯ |    | eu̯ |
| i |    | ii̯ |    | iu̯ |
| o | oe̯ | oi̯ | oo̯ | ou̯ |
| u |    | ui̯ |    |    |

## Escrita
A escrita bengali é uma escrita cursiva com onze grafemas ou sinais que denotam nove vogais e dois ditongos, e trinta e nove grafemas que representam consoantes e outros modificadores. Não há formas distintas de letras maiúsculas e minúsculas . As letras vão da esquerda para a direita e os espaços são usados para separar palavras ortográficas. A escrita bengali tem uma linha horizontal distinta que corre ao longo do topo dos grafemas que os une, chamada de মাত্রা (transliteração: matra).
A escrita bengali (também conhecida como escrita bengali-assamesa) é uma abugida, uma escrita com letras para consoantes, diacríticos para vogais e na qual uma vogal inerente (অ; transliteração: ô) é assumida para consoantes se nenhuma vogal for marcada. O alfabeto bengali é usado em Bangladesh e no leste da Índia (Assão, Bengala Ocidental e Tripura). Acredita-se que o alfabeto bengali tenha evoluído a partir de uma escrita brâmica, modificada por volta de 1000 d.C. (ou séculos X a XI) para se acomodar às necessidades da língua bengali.
Observe que, apesar de Bangladesh ser de maioria muçulmana, utiliza-se o alfabeto bengali em vez de um baseado no árabe, como a escrita shahmukhi usada no Paquistão. No entanto, ao longo da história, houve exemplos da língua bengali sendo escrita em perso-árabe.
Como a escrita bengali é um abugida, seus grafemas consonantais geralmente não representam segmentos fonéticos, mas carregam uma vogal "inerente" e, portanto, são silábicos por natureza. A vogal inerente é geralmente uma vogal posterior, seja [ɔ] como em মত [m ɔ t] "opinião" ou [o] , como em মন [m o n] "mente", com variantes como o mais aberto [ɒ]. Para representar enfaticamente um som consonantal sem nenhuma vogal inerente anexada a ela, um diacrítico especial, chamado hôsôntô (্), pode ser adicionado abaixo do grafema consonantal básico (como em ম্ [m]). Esse diacrítico, entretanto, não é comum e é principalmente empregado como um guia para a pronúncia. A natureza abugida dos grafemas consonantais bengalis não é consistente, entretanto. Frequentemente, grafemas consonantais de final de sílaba, embora não marcados por um hôsôntô, podem não carregar nenhum som de vogal inerente (como no ন final em মন [m o n] ou no ম medial em গামলা [ɡamla]).
No sistema de escrita bengali, existem quase 285 ligaduras que denotam encontros consonantais. Embora existam algumas fórmulas visuais para construir algumas dessas ligaduras, muitas delas precisam ser aprendidas mecanicamente. Recentemente, em uma tentativa de diminuir essa carga sobre os jovens alunos, esforços têm sido feitos por instituições educacionais nas duas principais regiões de língua bengali (Bengala Ocidental e Bangladesh) para abordar a natureza opaca de muitos encontros consonantais e, como resultado, modernos Os livros didáticos bengalis estão começando a conter cada vez mais formas gráficas "transparentes" de encontros consonantais, nos quais as consoantes constituintes de um encontro são facilmente aparentes na forma gráfica. No entanto, uma vez que esta mudança não é tão difundida e não está sendo seguida tão uniformemente no resto da literatura impressa bengali, as crianças de hoje que aprendem bengali provavelmente terão que aprender a reconhecer tanto as novas formas "transparentes" quanto as antigas "opacas", que em última análise equivale a um aumento na carga de aprendizagem.
Sinais de pontuação bengali, além do traço descendente । (daṛi) - o equivalente bengali de um ponto final - foram adotados a partir de scripts ocidentais e seu uso é semelhante.
Ao contrário das escritas ocidentais (latim, cirílico, etc.), onde as formas das letras ficam em uma linha de base invisível, as formas das letras em bengali pendem de uma pincelada de cabeça horizontal visível da esquerda para a direita chamada মাত্রা (matra). A presença e ausência deste matra podem ser importantes. Por exemplo, a letra ত (tô) e o numeral ৩ "3" são distinguíveis apenas pela presença ou ausência do matra, como é o caso entre o encontro consonantal ত্র (trô) e a vogal independente এ (e). As formas das letras também empregam os conceitos de largura e altura das letras (o espaço vertical entre o matra visível e uma linha de base invisível).

### Consoantes
As consoantes são chamadas de ব্যঞ্জনবর্ণ (transliteração: bænjônbôrnô; tradução: "letra consonantal") em bengali. Os nomes das letras são normalmente apenas o som consonantal mais a vogal inerente অ (ô). Como a vogal inerente é assumida e não escrita, os nomes da maioria das letras parecem idênticos à própria letra (o nome da letra ঘ é ghô, não gh ).
| Consoantes bengalis (IPA) | Consoantes bengalis (IPA) | Consoantes bengalis (IPA)      | Consoantes bengalis (IPA) | Consoantes bengalis (IPA)          | Consoantes bengalis (IPA) | Consoantes bengalis (IPA) | Consoantes bengalis (IPA) | Consoantes bengalis (IPA) | Consoantes bengalis (IPA) | Consoantes bengalis (IPA) | Consoantes bengalis (IPA) | Consoantes bengalis (IPA) | Consoantes bengalis (IPA) | Consoantes bengalis (IPA)    | Consoantes bengalis (IPA) | Consoantes bengalis (IPA) |
|                           | plosiva                   | plosiva                        | plosiva                   | plosiva                            | plosiva                   | plosiva                   | plosiva                   | plosiva                   | nasal                     | nasal                     | aproximante               | aproximante               | fricativa                 | fricativa                    | fricativa                 | fricativa                 |
| Vocalização               | desvozeado                | desvozeado                     | desvozeado                | desvozeado                         | vozeado                   | vozeado                   | vozeado                   | vozeado                   | desvozeado                | desvozeado                | desvozeado                | desvozeado                | desvozeado                | desvozeado                   | vozeado                   | vozeado                   |
| Aspiração                 | não aspirado              | não aspirado                   | aspirado                  | aspirado                           | não aspirado              | não aspirado              | aspirado                  | aspirado                  | não aspirado              | não aspirado              | não aspirado              | não aspirado              | não aspirado              | não aspirado                 | aspirado                  | aspirado                  |
| ------------------------- | ------------------------- | ------------------------------ | ------------------------- | ---------------------------------- | ------------------------- | ------------------------- | ------------------------- | ------------------------- | ------------------------- | ------------------------- | ------------------------- | ------------------------- | ------------------------- | ---------------------------- | ------------------------- | ------------------------- |
| gutural                   | ক                         | kô / k ɔ /                     | খ                         | Kho / K ɔ /                        | গ                         | gô / g ɔ /                | ঘ                         | ghô / ɡʱ ɔ /              | ঙ                         | ngô / ŋ ɔ /               | -                         | -                         | -                         | -                            | হ                         | hô / ɦ ɔ ~ h ɔ /          |
| palatal                   | চ                         | chô / sô / tʃ ɔ ~ ts ɔ ~ s ɔ / | ছ                         | chhô / ssô / tʃʰ ɔ ~ tsʰ ɔ ~ s ɔ / | জ                         | ǰô / dʒ ɔ ~ dz ɔ ~ z ɔ /  | ঝ                         | ǰhô / dʒʱ ɔ ~ dzʱ ɔ /     | ঞ                         | ñô / n ɔ ~ ẽ ɔ /          | য                         | jô / dʒ ɔ ~ dz ɔ ~ z ɔ /  | শ                         | shô / ʃ ɔ ~ ɕ ɔ ~ s ɔ /      | -                         | -                         |
| retroflexo                | ট                         | ṭô / ʈ ɔ /                     | ঠ                         | ṭhô / ʈʰ ɔ /                       | ড                         | ḍô / ɖ ɔ /                | ঢ                         | ḍhô / ɖʱ ɔ /              | ণ                         | ṇô / n ɔ ~ ɳ ɔ /          | র                         | rô / r ɔ /                | ষ                         | ṣô / ɕ ɔ ~ ʃ ɔ /             | -                         | -                         |
| dental                    | ত                         | tô / t̪ ɔ /                     | থ                         | thô / t̪ʰ ɔ /                       | দ                         | dô / d̪ ɔ /                | ধ                         | dhô / d̪ʱ ɔ /              | ন                         | nô / n ɔ /                | ল                         | lô / l ɔ /                | স                         | sô / shô / s ɔ ~ ɕ ɔ ~ ʃ ɔ / | -                         | -                         |
| labial                    | প                         | pô / p ɔ /                     | ফ                         | phô / fô / pʰ ɔ ~ ɸ ɔ ~ f ɔ /      | ব                         | bô / b ɔ /                | ভ                         | bhô / bʱ ɔ ~ β /          | ম                         | mô / m ɔ /                | -                         | -                         | -                         | -                            | -                         | -                         |

| Letras pós-reforma | ড় | ṛô / ɽ ɔ / | ঢ় | ṛhô / ɽʱ ɔ ~ ɽ / | য় | yô / e̯ ɔ ~ j ɔ / |

### Vogais
A escrita bengali tem um total de 9 grafemas vocálicos, cada um dos quais é chamado de স্বরবর্ণ (transliteração: swôrôbôrnô; tradução: "letra vogal"). Os swôrôbôrnôs representam seis dos sete sons vocálicos principais do bengali, junto com dois ditongos vocálicos. Todos eles são usados nas línguas bengali e assamês.
| Vogais bengalis (IPA) | Vogais bengalis (IPA) | Vogais bengalis (IPA) | Vogais bengalis (IPA) | Vogais bengalis (IPA) | Vogais bengalis (IPA) | Vogais bengalis (IPA) |
|                       | curto                 | curto                 | curto                 | longo                 | longo                 | longo                 |
|                       | fonema vocálico       | fonema vocálico       | marca vocálica        | fonema vocálico       | fonema vocálico       | marca vocálica        |
| --------------------- | --------------------- | --------------------- | --------------------- | --------------------- | --------------------- | --------------------- |
| gutural               | অ                     | ô / ɔ ~ o /           | -                     | আ                     | a / a /               | া                      |
| palatal               | ই                     | i / i /               | ি                      | ঈ                     | ī / ee / i /          | ী                      |
| labial                | উ                     | u / u /               | ু                      | ঊ                     | ū / oo / u /          | ূ                      |
| retroflexo            | ঋ                     | ṛ / ri / ri /         | ৃ                      | -                     | -                     | -                     |
| vogais complexas      |                       |                       |                       |                       |                       |                       |
| palatogutural         | এ                     | e / e ~ ɛ /           | ে                      | ঐ                     | oi / oi /             | ৈ                      |
| labiogutural          | ও                     | o / o ~ ʊ             | ো                      | ঔ                     | ou / ou /             | ৌ                      |

### Alfabeto bengali
| vogais | vogais | consoantes | consoantes | consoantes | consoantes | consoantes | consoantes | consoantes | consoantes |
| ------ | ------ | ---------- | ---------- | ---------- | ---------- | ---------- | ---------- | ---------- | ---------- |
| অ      | ô      | ক          | k          | ঠ          | ṭh         | ন          | n          | ষ          | ṣ          |
| আ      | a      | খ          | kh         | ড          | ḍ          | প          | p          | স          | s          |
| ই      | i      | গ          | g          | ড়          | r̥          | ফ          | ph         | হ          | h          |
| ঈ      | ī      | ঘ          | gh         | ঢ          | ḍh         | ব          | b          | -          | -          |
| উ      | u      | ঙ          | ṅ/ng       | ঢ়          | r̥h         | ভ          | bh         | -          | -          |
| ঊ      | ū      | চ          | c          | ণ          | ṇ          | ম          | m          | -          | -          |
| ঋ      | ṙ      | ছ          | ch         | ত          | t          | য          | y          | -          | -          |
| এ      | e      | জ          | j          | ৎ          | t          | য়          | ŷ          | -          | -          |
| ঐ      | oi     | ঝ          | jh         | থ          | th         | র          | r          | -          | -          |
| ও      | o      | ঞ          | ñ          | দ          | d          | ল          | l          | -          | -          |
| ঔ      | ou     | ট          | ṭ          | ধ          | dh         | শ          | ś          | -          | -          |

## Gramática

### Nome

#### Pronomes pessoais
Os pronomes bengaleses não diferenciam gênero, logo, os pronomes na 3ª pessoa podem se referir ao masculino ou ao feminino. Em relação à distinção dos pronomes coloquiais e formais, somente a 1ª pessoa (singular e plural) e a 3ª pessoa do plural continuam as mesmas para ambos os modos de formalidade. No caso da 2ª pessoa (singular e plural) é distinguida pelos níveis de intimidade com quem se fala (íntimo - irmãos e colegas de classe -, informal - usado por marido e mulher, amigos e parentes - ou formal - usado por estranhos, conhecidos e colegas de trabalho) e a 3ª pessoa (singular e plural) se diferencia em graus de status (coloquial - cargo comum - ou formal - cargo respeitado). Além disso, há outra classificação, entre os pronomes pessoais na 3ª pessoa, relacionada aos níveis de proximidade física (aqui, ali ou indefinido).
| Pronomes pessoais em bengali | Pronomes pessoais em bengali | Pronomes pessoais em bengali | Pronomes pessoais em bengali | Pronomes pessoais em bengali | Pronomes pessoais em bengali | Pronomes pessoais em bengali      |
| Coloquiais                   | Transliteração               | Formais                      | Transliteração               | Íntimos                      | Transliteração               | Tradução                          |
| ---------------------------- | ---------------------------- | ---------------------------- | ---------------------------- | ---------------------------- | ---------------------------- | --------------------------------- |
| আমি                           | ami                          | -                            | -                            | -                            | -                            | Eu                                |
| তুমি                           | tumi                         | আপনি                          | apni                         | তুই                           | tui                          | Você                              |
| এ                            | e                            | ইনি                           | ini                          | -                            | -                            | Ele, Ela (próximo a quem fala)    |
| ও                            | o                            | উনি                           | uni                          | -                            | -                            | Ele, Ela (distante a quem fala)   |
| সে                            | se                           | তিনি                           | tini                         | -                            | -                            | Ele, Ela (lugar indefinido)       |
| আমরা                          | amra                         | -                            | -                            | -                            | -                            | Nós                               |
| তোমরা                          | tomra                        | আপনারা                         | apnara                       | তোরা                           | tora                         | Vocês                             |
| এরা                           | era                          | -                            | -                            | -                            | -                            | Eles, Elas (próximo a quem fala)  |
| ওরা                           | ora                          | -                            | -                            | -                            | -                            | Eles, Elas (distante a quem fala) |
| তারা                           | tara                         | -                            | -                            | -                            | -                            | Eles, Elas (lugar indefinido)     |

#### Pronomes possessivos
Os pronomes possessivos seguem a mesma lógica dos pronomes do caso reto, em relação aos níveis de intimidade e proximidade física.
| Pronomes possessivos em bengali | Pronomes possessivos em bengali | Pronomes possessivos em bengali | Pronomes possessivos em bengali | Pronomes possessivos em bengali | Pronomes possessivos em bengali | Pronomes possessivos em bengali     |
| Coloquiais                      | Transliteração                  | Formais                         | Transliteração                  | Íntimos                         | Transliteração                  | Tradução                            |
| ------------------------------- | ------------------------------- | ------------------------------- | ------------------------------- | ------------------------------- | ------------------------------- | ----------------------------------- |
| আমার                             | amar                            | -                               | -                               | -                               | -                               | meu                                 |
| তোমার                             | tomar                           | আপনি                             | apnar                           | তুই                              | tor                             | seu                                 |
| এ                               | er                              | ইনি                              | ẽr                              | -                               | -                               | dele, dela (próximo a quem fala)    |
| ও                               | or                              | উনি                              | õr                              | -                               | -                               | dele, dela (distante a quem fala)   |
| সে                               | tar                             | তিনি                              | tãr                             | -                               | -                               | dele, dela (lugar indefinido)       |
| আমরা                             | amader                          | -                               | -                               | -                               | -                               | nosso                               |
| তোমরা                             | tomader                         | আপনারা                            | apnader                         | তোরা                              | toder                           | seu                                 |
| এরা                              | eder                            | -                               | -                               | -                               | -                               | deles, delas (próximo a quem fala)  |
| ওরা                              | oder                            | -                               | -                               | -                               | -                               | deles, delas (distante a quem fala) |
| তারা                              | tader                           | -                               | -                               | -                               | -                               | deles, delas (lugar indefinido)     |

### Classificadores
Os classificadores são acessórios e sempre funcionam juntos com numerais, quantificadores e desinências de caso, não podendo serem usados sozinhos nas frases. Eles se posicionam, na sentença, após o substantivo e antes da desinência de caso.
Exemplos:
| Frase        | Tradução      |
| ------------ | ------------- |
| chele-ṭa-r   | do garoto     |
| meŷe-ṭi-ke   | para a garota |
| gach-gulo-te | nas árvores   |

Os classificadores podem ser divididos em singular e plural.
1. Singular:  ṭa, ṭi, khana, khani
2. Plural: gulo, guli

### Flexão de Número
Os substantivos no bengalês se distinguem entre uma unidade única (singular) e diversas unidades (plural). Tais distinções podem ser feitas a partir por meio de afixos específicos, como nos casos abaixo.
- Formação do plural de nomes

Em inglês, adicionamos uma desinência plural aos sobrenomes para nos referirmos a uma família ou grupo de pessoas: os Johnsons, os Smiths. Em bangla, adicionamos (-ra) ao primeiro nome de alguém ou ao nome que os chamamos para nos referirmos a essa pessoa mais sua família ou seu grupo.
Exemplo:  sɔhel-ra (Shohel e seus amigos)
                dipendu-ra (Dipendu e sua família)
                kaka-ra (tio e sua família)
Além disso, há outras estratégias para a formação do plural nas palavras em bengali. São elas:
- Colocação de um número, quantificador de plural ou substantivo coletivo antes ou depois do substantivo

Exemplo:  bôhu lok (muitas pessoas)
                duṭo ber̥al (dois gatos)
                gach tinṭa (três árvores)
                amra sɔbai (todos nós)
                pakhi sɔb (todos os pássaros)
- Adição de um substantivo ou pronome possessivo no plural

Exemplo:  amader jībôn (nossas vidas)
                môhilader ôdhikar (direitos das mulheres)
- Duplicação de palavras, podendo ser a mesma palavra repetida, palavras que rimem entre si, um par não acumulativo ou um adjetivo anterior.

Exemplo: sari sari gach (filas de árvores)
               kapôr̥-copôr̥ (roupas)
               gachpala (árvores e plantas)
               moṭa moṭa boi (livros grossos)
               kono kono lok (algumas pessoas)
- Remoção do classificador indefinido de singular

| Singular                   | Plural             |
| -------------------------- | ------------------ |
| ækṭa meŷe (uma menina)     | meŷe (meninas)     |
| ekṭi prôśnô (uma pergunta) | prôśnô (perguntas) |

### Sufixos possessivos
No bengali, o caso possessivo é abordado nas frases por meio da adição de uma partícula possessiva, similar ao caso genitivo na língua inglesa. Para substantivos com mais de uma sílaba, terminando em qualquer vogal (exceto a vogal inerente অ (ô), র (-r) é adicionado ao substantivo como um sufixo. Ademais, para substantivos que terminam em uma vogal ou consoante inerente, o substantivo é flexionado adicionando ের (-er) ao final da palavra (e deletando a vogal inerente se possível).
Exemplos:
Substantivo simples         Possessivo (de)
বাবা (baba; pai)                    বাবার (baba-r; do pai)
বন্ধু (bôndhu; amigo)            বন্ধুদের বাড়ি (bôndhudi-r bāṛi; casa de amigo)
মাংস (mangshô; carne)       মাংসের (mangsher; de carne)
Para substantivos monossilábicos terminando em uma única vogal e substantivos terminando em um ditongo (ai, aŷ, ɔŷ, oi, ou), য়ের (-yer) ou এর (-er) é adicionado, embora desinências র (-r) também sejam encontradas.
Exemplos:
Substantivo simples         Possessivo (de)
গা  (ga; corpo)                     গায়ে (gaŷer; do corpo)
মে (me; maio)                      মে এর (me-er; de maio)

### Verbo

#### Conjugação
Em bengali, há 2 modos (Indicativo e Imperativo) e 4 tempos verbais, sendo estes o Passado, o Passado Condicional, o Presente e o Futuro. Em relação aos aspectos verbais, os verbos em bangla podem apresentar os aspectos simples, contínuo ou perfeito. Nesse contexto, independentemente do tempo verbal, é necessário remover a terminação infinitiva do verbo (-aa) e adicionar os sufixos de cada agente da ação que o verbo descreve. Nota-se que o número (singular ou plural) e o gênero (masculino ou feminino) não importam para a construção do verbo. Ou seja, somente a pessoa (quem realiza a ação), e não sua quantidade, influencia na terminação do verbo. Diante disso, segue a lista das terminações verbais em bengali:
| Presente             | Presente   | Presente         | Presente                     | Presente                     | Presente                     |
|                      |            |                  | Simples, Contínuo e Perfeito | Simples, Contínuo e Perfeito | Simples, Contínuo e Perfeito |
| Pronomes             | Singular   | Plural           | Terminação                   | Terminação                   | Terminação                   |
| -------------------- | ---------- | ---------------- | ---------------------------- | ---------------------------- | ---------------------------- |
| 1ª pessoa            | আমি aa•mi   | আমরা aam•raa      | -i                           | -i                           | -i                           |
| 2ª pessoa (informal) | তুমি tu•mi   | তোমরা tom•raa      | -o                           | -o                           | -o                           |
| 2ª pessoa (íntimo)   | তুই tui     | তোরা to•ra         | -ish                         | -ish                         | -ish                         |
| 2ª pessoa (formal)   | আপনি aap•ni | আপনারা aap•naa•raa | -en                          | -en                          | -en                          |
| 3ª pessoa (informal) | সে she      | তারা taa•raa       | -e                           | -e                           | -e                           |
| 3ª pessoa (formal)   | তিনি ti•ni   | তাঁরা taa(n)•raa    | -en                          | -en                          | -en                          |

| Passado              | Passado    | Passado          | Passado     | Passado     | Passado     | Passado     |
|                      |            |                  | Terminações | Terminações | Terminações | Terminações |
| Pronomes             | Singular   | Plural           | Simples     | Habitual    | Perfeito    | Contínuo    |
| -------------------- | ---------- | ---------------- | ----------- | ----------- | ----------- | ----------- |
| 1ª pessoa            | আমি aa•mi   | আমরা aam•raa      | -lam        | -tam        | -chilam     | -echilam    |
| 2ª pessoa (informal) | তুমি tu•mi   | তোমরা tom•raa      | -le         | -te         | -chile      | -echile     |
| 2ª pessoa (íntimo)   | তুই tui     | তোরা to•ra         | -li         | -tish       | -chili      | -echili     |
| 2ª pessoa (formal)   | আপনি aap•ni | আপনারা aap•naa•raa | -len        | -ten        | -chilen     | -echilen    |
| 3ª pessoa (informal) | সে she      | তারা taa•raa       | -lo         | -to         | -chilô      | -echilô     |
| 3ª pessoa (formal)   | তিনি ti•ni   | তাঁরা taa(n)•raa    | -len        | -ten        | -chilen     | -echilen    |

| Futuro               | Futuro     | Futuro           | Futuro     |
| Pronomes             | Singular   | Plural           | Terminação |
| -------------------- | ---------- | ---------------- | ---------- |
| 1ª pessoa            | আমি aa•mi   | আমরা aam•raa      | -ô         |
| 2ª pessoa (informal) | তুমি tu•mi   | তোমরা tom•raa      | -e         |
| 2ª pessoa (íntimo)   | তুই tui     | তোরা to•ra         | -i         |
| 2ª pessoa (formal)   | আপনি aap•ni | আপনারা aap•naa•raa | -en        |
| 3ª pessoa (informal) | সে she      | তারা taa•raa       | -e         |
| 3ª pessoa (formal)   | তিনি ti•ni   | তাঁরা taa(n)•raa    | -en        |

##### Indicativo
Exemplo: Verbo ‘falar’ [বলা (bawlaa)]
| Presente simples                 | Presente simples | Presente simples | Presente simples | Presente simples             | Presente simples |
| Sujeito                          | Sujeito          | Verbo            | Verbo            | Oração final                 | Oração final     |
| Pessoa                           | Pronome          | Raiz             | Radical (afixo)  | Oração                       | Tradução         |
| -------------------------------- | ---------------- | ---------------- | ---------------- | ---------------------------- | ---------------- |
| 1ª pessoa do singular            | আমি               | bo•l             | i                | আমি বলি aa•mi bo•li            | Eu falo          |
| 2ª pessoa do singular (informal) | তুমি               | baw•l            | o                | তুমি বল tu•mi baw•lo           | Você fala        |
| 2ª pessoa do singular (íntimo)   | তুই               | bo•l             | ish              | তুই বলিস tui bol•ish           | Você fala        |
| 2ª pessoa do singular (formal)   | আপনি              | baw•l            | en               | আপনি বলেন aap•ni baw•len       | Você fala        |
| 3ª pessoa do singular (informal) | সে                | baw•l            | e                | সে বলে se baw•le               | Ele/Ela fala     |
| 3ª pessoa do singular (formal)   | তিনি               | baw•l            | en               | তিনি বলেন ti•ni baw•len         | Ele/Ela fala     |
| 1ª pessoa do plural              | আমরা              | bo•l             | i                | আমরা বলি aam•raa bo•li         | Nós falamos      |
| 2ª pessoa do plural (informal)   | তোমরা              | baw•l            | o                | তোমরা বল tom•raa baw•lo        | Vocês falam      |
| 2ª pessoa do plural (íntimo)     | তোরা               | bo•l             | ish              | তোরা বলিস to•ra bol•ish         | Vocês falam      |
| 2ª pessoa do plural (formal)     | আপনারা             | baw•l            | en               | আপনারা বলেন aap•naa•raa baw•len | Vocês falam      |
| 3ª pessoa do plural (informal)   | তারা               | bo•l             | i                | তারা বলে taa•raa baw•le         | Eles/Elas falam  |
| 3ª pessoa do plural (formal)     | তাঁরা               | baw•l            | en               | তাঁরা বলেন taa(n)•raa baw•len    | Eles/Elas falam  |

Exemplo: Verbo ‘saber’ [জানা (jaanaa)]
| Passado simples                  | Passado simples | Passado simples | Passado simples | Passado simples               | Passado simples |
| Sujeito                          | Sujeito         | Verbo           | Verbo           | Oração final                  | Oração final    |
| Pessoa                           | Pronome         | Raiz            | Radical (afixo) | Oração                        | Tradução        |
| -------------------------------- | --------------- | --------------- | --------------- | ----------------------------- | --------------- |
| 1ª pessoa do singular            | আমি              | jan             | lam             | আমি জানলাম aa•mi jan•lam         | Eu soube        |
| 2ª pessoa do singular (informal) | তুমি              | jan             | le              | তুমি জানলে tu•mi jan•le           | Você soube      |
| 2ª pessoa do singular (íntimo)   | তুই              | jan             | li              | তুই জানলি tui jan•li             | Você soube      |
| 2ª pessoa do singular (formal)   | আপনি             | jan             | len             | আপনি জানলেন aap•ni jan•len       | Você soube      |
| essoa do singular (formal)       | তিনি              | jan             | len             | তিনি জানলেন ti•ni jan•len         |                 |
| 1ª pessoa do plural              | আমরা             | jan             | lam             | আমরা জানলn•le                   | Vocês souberam  |
| 2ª pessoa do plural (íntimo)     | তোরা              | jan             | li              | তোরা জানলি to•ra jan•li           | Vocês souberam  |
| 2ª pessoa do plural (formal)     | আপনারা            | jan             | len             | আপনারা জানলেন aap•naa•raa jan•len | Vocês souberam  |
| 3ª pessoa                        |                 |                 |                 |                               |                 |

Exemplo: Verbo ‘ser’ [হওয়া (hôoaa)]
| Sujeito                          | Sujeito | Vesingular | Vesingular | আমি                          | ho•b            | ô | আমি হব aa•mi ho•bô | Eu serei |
| 2ª pessoa do singular (informal) | তুমি      | ho•b       | e          | তুi                          |                 |   |                   |          |
| 2ª pessoa do singular (formal)   | আপনি     | ho•bl      | en         | আপনি হবেন aap•ni ho•ben       |                 |   |                   |          |
| 3ª pessoa do singular (informal) | সে       | ho•b       | e          | সে হবে se ho•be               | Ele/Ela será    |   |                   |          |
| 3ª pessoa do singular (formal)   | তিনি      | ho•b       | en         | তিনি হবেন ti•ni ho•ben         | Ele/Ela será    |   |                   |          |
| 1ª pessoa do plural              | আমরা     | ho•b       | ô          | আমরা হব aam•raa ho•bô        | Nós seremos     |   |                   |          |
| 2ª pessoa do plural (informal)   | তোমরা     | ho•b       | e          | তোমরা হবে tom•raa ho•be        | Vocês serão     |   |                   |          |
| 2ª pessoa do plural (íntimo)     | তোরা      | ho•b       | i          | তোরা হবে to•ra ho•bi           | Vocês serão     |   |                   |          |
| 2ª pessoa do plural (formal)     | আপনারা    | ho•b       | en         | আপনারা হবেন aap•naa•raa ho•ben | Vocês serão     |   |                   |          |
| 3ª pessoa do plural (informal)   | তারা      | ho•b       | e          | তারা হবে taa•raa ho•be         | Eles/Elas serão |   |                   |          |
| 3ª pessoa do plural (formal)     | তাঁরা      | ho•b       | en         | তাঁরা হবেন taa(n)•raa ho•ben    | Eles/Elas serão |   |                   |          |

##### Imperativo
O modo imperativo é usado para dar ordens e, assim como em outras línguas indo-arianas, a forma imperativa de um verbo difere a partir do nível de formalidade com a pessoa com quem se fala, sendo esta a 2ª pessoa do caso reto. Lembre-se que a conjugação dos verbos em bengali não se diferencia entre singular e plural.
| Verbo       | Verbo    | Conjugação            | Conjugação                | Conjugação                     | Conjugação      |
| Infinitivo  | Tradução | Íntimo                | Informal                  | Formal                         | Tradução        |
| ----------- | -------- | --------------------- | ------------------------- | ------------------------------ | --------------- |
| বলা (bôla)   | falar    | তুই/তোরা বল্ tui/tora bôl | তুমি/তোমরা বলো tumi/tomra bôlo | আপনি/আপনারা বলুন apni/apnara bolun | Você(s) fale(m) |
| জানা (jana)   | saber    | তুই/তোরা জান্ tui/tora jan | তুমি/তোমরা tumi/tomra jano    | আপনি/আপনারা apni/apnara janun     | Você(s) sabe(m) |
| হওয়া (hôoa)  | ser      | তুই/তোরা হ tui/tora hô   | তুমি/তোমরা tumi/tomra hôo     | আপনি/আপনারা apni/apnara hôn       | Você(s) seja(m) |
| খাওয়া (khaoa) | comer    | তুই/তোরা খা tui/tora kha  | তুমি/তোমরা tumi/tomra khao    | আপনি/আপনারা apni/apnara khan      | Você(s) coma(m) |

#### Verbo auxiliar
Os verbos auxiliares são ausentes no idioma bengalês.
Exemplo: - Português: Eu(pronome) estou(verbo auxiliar) lendo(verbo principal) um(artigo) livro(substantivo).
Bengali: আমি(pronome) একটি(artigo) বই(substantivo) পড়ছি(verbo principal).
                     Āmi              ēkaṭi               ba'i                 paṛachi

#### Aspecto
Aspecto é uma característica gramatical que se opõe com o tempo. Enquanto o tempo caracteriza a ação verbal, o aspecto define a essência desta ação. Os tempos são características bem evidentes do sistema verbal; o aspecto não é totalmente necessário. A diferença entre I: ami chôbi tulchi (tradução: estou tirando fotos; presente contínuo) e II: ami chôbi tuli (eu tiro fotografias; presente simples) é mais relacionada ao aspecto do que ao tempo. Em (I) temos um aspecto progressivo, destacando o desenvolvimento da ação, já em (II) temos um aspecto habitual ou iterativo, o que realça um evento cotidiano; mas a aplicação entre tempo e aspecto, no geral, vai muito além disso. No bengali, os aspectos verbais são apresentados nas sentenças que relatam eventos do Passado ou que tiveram seu início nele, por meio de locuções verbais que geralmente têm um dos verbos sendo conjugado no passado.
Estes são os tipos de aspectos gramaticais exibidos, com alguns exemplos, em Bangla.
- estativo ou contínuo - exprime uma ação continuada; eventos não ativos em andamento

| take saradin śuŷe thakte hɔŷ                    |
| ele o dia todo deitado continuar estar          |
| tradução: Ele tem que ficar na cama o dia todo. |

- progressivo - tem sua ênfase no desenvolvimento da ação; eventos ativos em andamento

| sekhane ora bôse gɔlpô kôrchilô                  |
| ali eles sentados história faziam                |
| tradução: Eles estavam sentados ali conversando. |

- perfectivo - utilizado quando se quer destacar o fato de o processo estar finalizado; eventos concluídos

| kajṭa śeṣ kôre phelechi           |
| trabalho fim feito soltei         |
| tradução: Eu terminei o trabalho. |

-   kajṭa     śeṣ   kôre   phelechi
trabalho   fim   feito       soltei
tradução: Eu terminei o trabalho.
- imperfeito - quando se quer destacar o fato de o processo ser temporalmente aberto, inconcluso; eventos incompletos

| ḍaktar take cikitsa kôrchen         |
| médico ele tratamento fazendo       |
| tradução: O médico está o tratando. |

-  ḍaktar    take       cikitsa        kôrchen
médico     ele     tratamento    fazendo
tradução: O médico está o tratando.
- habitual - quando um determinado estado de coisas se apresenta como habitual, como costume; eventos que ocorrem regularmente

| pakhira sadharôṇôtô bɔsôntôkale basa toiri kɔre                    |
| pássaros geralmente na primavera casa pronta fazem                 |
| tradução: Os pássaros costumam construir seus ninhos na primavera. |

- pakhira   sadharôṇôtô   bɔsôntôkale   basa   toiri    kɔre
pássaros    geralmente     na primavera   casa  pronta fazem  
tradução: Os pássaros costumam construir seus ninhos na primavera.
- iterativo - quando um determinado estado de coisas ocorre com uma certa regularidade; eventos repetidos

| meŷeṭi citkar kôre thake              |
| garota grito feito fica               |
| tradução: A garota continua gritando. |

-  meŷeṭi   citkar   kôre     thake
  garota    grito     feito       fica  
tradução: A garota continua gritando.
- inceptivo (incoativo) - quando a ação se apresenta no seu princípio; focada no início de um evento

| se jɔnôpriŷô hôte laglô                    |
| ela popular ser começou                    |
| tradução: Ela começou a se tornar popular. |

- se   jɔnôpriŷô   hôte     laglô
ela     popular      ser    começou
tradução: Ela começou a se tornar popular.
- terminativo - quando a ação se apresenta no seu final, focando no ponto final de um evento

| se niśar jībôn nɔṣṭô kôre diŷeche       |
| ele Nisha vida estragado faz deu        |
| tradução: Ele estragou a vida de Nisha. |

#### Casos
O caso é um traço característico dos substantivos que identifica o papel de um substantivo em específico dentro de uma frase. O caso adiciona ao significado inerente de um substantivo simples o equipamento de que ele precisa para funcionar em uma frase.
Temos quatro casos em bangla, cada um com seu próprio conjunto de terminações. Todas as terminações de caso são adicionadas após classificadores como ṭa, ṭi, khana, gulo ou guli.
- Caso nominativo

O caso nominativo não é marcado sem terminações caseiras e é o caso principal para sujeitos de sentenças. Substantivos e pronomes nominais costumam aparecer no início de frases.
- Caso genitivo

A desinência genitiva é adicionada aos substantivos que modificam outros substantivos, e os substantivos genitivos por si próprios costumam agir como sujeitos pacientes em estruturas existenciais e impessoais.
- Caso objetivo

O caso objetivo é usado para marcar objetos animados diretos e indiretos. Com objetos inanimados, a terminação de caso é geralmente descartada, mas pode ser usada em frases mais complexas para marcar claramente as diferentes partes da frase.
- Caso locativo

O locativo marca posições, direções e processos físicos ou abstratos e corresponde a preposições inglesas como on, in, by, e at. O locativo tem alguns usos específicos com substantivos animados.

#### Posposições
Algumas posposições requerem que seu objeto vá ao caso possessivo, enquanto outras requerem o caso objetivo (que não é marcado para substantivos inanimados); esta distinção deve ser memorizada. A maioria das posposições é formada pegando substantivos que se referem a um local e flexionando-os para o caso locativo. Eles também podem ser aplicados a substantivos verbais.[carece de fontes?]
- Posposições que requerem caso genitivo (possessivo)

1. আগে (aage; 'antes'): সকালের আগে (shôkal-er age; 'antes da manhã')
2. পরে (pôre; 'depois de'): সন্ধ্যার পরে (shondha-r pôre; 'depois da noite')
3. উপরে (upore; 'em cima de', 'acima'): বিছানার উপরে (bichhana-r upore; 'em cima da cama')
4. নিচে (niche; 'abaixo', 'por baixo'): বইয়ের নিচে (niche boi-er; 'abaixo do livro')
5. পিছনে (pichhone; 'atrás'): আলমারির পিছনে (almari-r pichhone; 'atrás do armário')
6. সামনে (shamne; 'na frente de'): গাড়ির সামনে (gaŗi-r shamne; 'na frente do carro')
7. ওই পারে (oi pare; 'do outro lado'): নদীর ওই পারে (nodi-r oi pare; 'do outro lado do rio')
8. কাছে (kachhe; 'perto de'): জানালার কাছে (janala-r kachhe; 'perto da janela')
9. পাশে (pashe; 'ao lado'): চুলার পাশে (chula-r pashe; 'ao lado do fogão')
10. জন্য (jonno; 'para'): শিক্ষকের জন্য (shikkhôk-er Jonno; 'para o professor')
11. কাছ থেকে [kach theke; 'de' (pessoas)]: বাবার কাছ থেকে (baba-r kach theke; 'do pai')
12. দিকে (dique; 'em direção a'): বাসার দিকে (dique basha-r; 'em direção à casa')
13. বাইরে (baire; 'fora'): দেশের বাইরে (desh-er baire; 'fora do país')
14. ভিতরে (bhitore; 'dentro'): দোকানের ভিতরে (dokan-er bhitore; 'dentro da loja')
15. মধ্যে (moddhe; 'no meio de'): সমুদ্রের মধ্যে (shomudr-er 'moddhe'; 'no meio do oceano')
16. ভিতর দিয়ে (bhitor die; 'através'): শহরের ভিতর দিয়ে (shôhorer bhitor die; 'através da cidade')
17. মতো (môto; 'como'): তোমার মতো (tom-ar môto; ‘como você')
18. সঙ্গে (shôngge; 'com'): আমার সঙ্গে (am-ar shôngge; 'comigo')
19. কথা (kôtha; 'sobre'): সেটার কথা (sheţa-r kôtha; 'sobre isso')
20. সম্মন্ধে (shômmondhe; 'sobre'): ইতিহাসের সম্মন্ধে (itihash-er shômmondhe; 'sobre a história')
21. সাথে [shathe; 'com' (animado)]: মায়ের সাথে ('ma-er' shathe; 'com a mãe')

- Posposições que requerem caso acusativo (objetivo)

1. করে (kore; 'por meio de'): ট্যাক্সিকরে ('ţêksi kore'; ‘de táxi')
2. ছাড়া (chhaŗa; 'sem', 'além de'): আমাকে ছাড়া (ama-ke chhaŗa; 'além de mim')
3. থেকে [theke; 'de' (locais)]: বাংলাদেশ থেকে (Bangladesh theke; 'de Bangladesh')
4. দিয়ে (diye; 'por'): তাকে দিয়ে (ta-ke diye; 'por ele')
5. নিয়ে [niye; 'sobre' (substantivo animado), 'com' (substantivo animado)]: তোমাকে নিয়ে (toma-ke niye; 'sobre / com você')
6. পর্যন্ত (porjonto; 'até'): দশটা পর্যন্ত (dôshţa porjonto; 'até dez horas')
7. সহ (shôho; 'com', 'incluindo'): টাকা সহ (ţaka shôho; 'junto com o dinheiro')
8. হয়ে (hoe; 'via'): কলকাতা হয়ে (hoe Kolkata; 'via Kolkata')

- Posposições que requerem caso nominativo

1. ধরে [dhore; 'por' (tempo)]: দুদিন ধরে (dudin dhore; 'por dois dias')
2. নিয়ে [niye; 'sobre' (inanimado), 'com' (inanimado)]: টা'নিয়ে ('ta niye'; sobre / com isso')

- Preposições que requerem caso locativo

1. বিনা (bina; 'sem'): বিনা অনুমতিতে (bina onumoti-te; 'sem permissão')

## Ordem da frase e alinhamento

### Padrão básico de formação de sentença verbal (inicio da seção)
No bengali, o padrão básico para formar uma oração é sujeito+objeto+verbo (SOV). O alinhamento das sentenças é nominativo-acusativo.
Exemplo: - Bengali: আমি (sujeito) ভাত (objeto) খাই (verbo).
                                   Āmi                bhāta              khā'i

### Sintagmas nominais
Nas sentenças em bengali, os sintagmas nominais aparecem como sujeitos, objetos, complementos ou frases locativas, mas seu arranjo interno é o mesmo. Como introdução, retiramos o sintagma nominal fora de seu contexto de sentença. As classes gramaticais, em conexão com sintagmas nominais, são usadas para descrever as categorias (1) a (4) abaixo. Além dos classificadores, que são anexados a substantivos, quantificadores ou numerais, todos os modificadores restantes funcionam como adjetivos atributivos e vêm antes do substantivo. Quando eles vêm juntos, eles aparecem na seguinte ordem.
1. pronomes ou afixos possessivos.
2. dêixis (pronomes demonstrativos, pronomes de primeira e segunda pessoa, tempos verbais, advérbios de tempo e lugar, etc).
3. quantificadores ou numerais.
4. qualificadores (adjetivos atributivos ou de qualificação).
A ordem sequencial das classes gramaticais é bem estável. A maneira como elas se organizam entre si e suas relações com os classificadores (x) - dentro das frases nominais é apresentada a seguir.
Exemplos:
| 1                                          | 2    | 3    | (x)                      | 4       | Substantivo |
| ------------------------------------------ | ---- | ---- | ------------------------ | ------- | ----------- |
| amar                                       | e    | tin  | ṭa                       | chotô   | chele       |
| meu                                        | este | três | (classificador de plural | pequeno | filho       |
| Tradução: Estes três filhos pequenos meus. |      |      |                          |         |             |

| 1                                       | 2      | 3 | 4       | Substantivo | (x)                      |
| --------------------------------------- | ------ | - | ------- | ----------- | ------------------------ |
| tomar                                   | se     |   | jôruri  | kagôj       | guli                     |
| seu                                     | aquele |   | urgente | papel       | (classificador de plural |
| Tradução: Aqueles papéis urgentes seus. |        |   |         |             |                          |

Os sintagmas nominais não têm, necessariamente, um classificador, como vimos anteriormente. Além disso, nunca pode haver mais de um classificador em um sintagma nominal.

## Vocabulário

### Exemplos de textos
- Em bengali: সমস্ত মানুষ স্বাধীনভাবে সমান মর্যাদা এবং অধিকার নিয়ে জন্মগ্রহণ করে। তাঁদের বিবেক এবং বুদ্ধি আছে; সুতরাং সকলেরই একে অপরের প্রতি ভ্রাতৃত্বসুলভ মনোভাব নিয়ে আচরণ করা উচিত।
- Transliteração: Shômôstô manush shadhinbhabe shôman môrjada ebông ôdhikar niye jônmôgrôhôn kôre. Tãder bibek ebông buddhi achhe; shutôrang shôkôleri êke ôpôrer prôti bhratrittôsulôbh mônobhab niye achôrôn kôra uchit.
- Transcripção (IPA): ʃɔmost̪o manuʃ ʃad̪ʱinbʱabe ʃɔman mɔɾd͡ʒad̪a eboŋ od̪ʱikaɾ nije d͡ʒɔnmogɾohon kɔɾe. t̪ãd̪eɾ bibek eboŋ bud̪ːʱi at͡ʃʰe, ʃut̪oɾaŋ ʃɔkoleɾi ɛke ɔpoɾeɾ pɾot̪i bʱɾat̪ɾit̪ːoʃulɔbʱ monobʱab nije at͡ʃɔɾon kɔɾa ut͡ʃit̪.
- Tradução: Todos os seres humanos nascem livres e iguais em dignidade e em direitos. Dotados de razão e de consciência, devem agir uns para com os outros em espírito de fraternidade. (Artigo 1 da Declaração Universal dos Direitos Humanos)

### Expressões do dia-a-dia
Aqui estão algumas expressões cotidianas em bengali.
| Bengali     | Transliteração       | IPA                  | Pronúncia          | Tradução        |
| ----------- | -------------------- | -------------------- | ------------------ | --------------- |
| স্বাগত        | Sbāgata              | ˈʃbaɢotom            | sbagôtôm           | Bem-vindo(a)    |
| আপনি কেমন আছেন | Āpani kēmana āchēna? | ˈapni ˈkæmon ˈatʃʰen | apni kemôn achhen? | Como você está? |
| নমস্কার       | Nômoshkar            | ˈnɔmoʃkaɹ            | nômôskar           | Olá (Hindu)     |
| আসসালামু আলাইকুম | Assalamu alaikum     | ˈasːalamuˌalajkum    | asôlamu alaikum    | Olá (Muçulmano) |
| হ্যালো         | Hyālō                | ˈhalo                | halô               | Olá (Informal)  |
| বিদায়         | Bidāẏa               | biday                | bidai              | Tchau           |
| পরে দেখা হবে    | Parē dēkhā habē      | ˈpɔɹe ˈd̪ækʰa ˈhɔbe   | pôre dêkha hôbe    | Até logo        |
| মাফ করবেন     | Māpha karabēna       | ˈmaf koɹben          | maf kôrben         | Com licença     |
| ঠিক আছে       | Ṭhika āchē           | ˈʈʰik atʃʰe          | ţhik achhe         | Tudo bem        |
| আমি ভালো আছি    | Āmi bhālō āchi       | ˈami ˈbʰalo ˈatʃʰi   | ami bhalo achhi    | Estou bem       |
| দুঃখিত         | Duḥkhita             | ˈd̪ukʰːit̪o            | duḥkhitô           | Desculpe        |
| ধন্যবাদ       | Dhan'yabāda          | ˈd̪ʰonːobad̪           | dhônyôbad          | Obrigado(a)     |
| জি           | Ji                   | ˈdʒi                 | dji                | Sim (formal)    |
| হ্যাঁ          | Hyām̐                 | ˈhæ                  | hê                 | Sim (informal)  |
| জি না         | Ji na                | ˈdʒina               | dji na             | Não (formal)    |
| না           | Nā                   | ˈna                  | na                 | Não (informal)  |

### Numeração
Os números em bengali estão apresentados abaixo.
| Numerais indo-arábicos | Numerais bengalis | Pronúncia |
| ---------------------- | ----------------- | --------- |
| 0                      | ০                 | shunnô    |
| 1                      | ১                 | êk        |
| 2                      | ২                 | dui       |
| 3                      | ৩                 | tin       |
| 4                      | ৪                 | char      |
| 5                      | ৫                 | pãch      |
| 6                      | ৬                 | chhôy     |
| 7                      | ৭                 | shat      |
| 8                      | ৮                 | aṭ        |
| 9                      | ৯                 | nôy       |

## Literatura
Conhecido por muitos como o Shakespeare da Índia, possivelmente o maior e mais prolífico escritor em bengali é o Prêmio Nobel Rabindranath Tagore. Influenciado primariamente pela filosofia universalista hindu no Upanishads, Tagore dominou por décadas a cena filosófica e literária tanto bengali quanto indiana. Suas 2.000 Rabindra Sangeets têm um papel fulcral na definição da cultura bengali, tanto em Bengala Ocidental quanto em Bangladesh. Outros trabalhos notáveis dele em bengali são Gitanjali, um livro de poemas pelo qual foi agraciado com o Prêmio Nobel de Literatura, e muitos de seus contos e alguns romances.[carece de fontes?]
Em uma categoria similar está Kazi Nazrul Islam, muçulmano que permaneceu em Bangladesh após a independência e cujo trabalho, como o de Tagore, transcende limites sectários, adorado por bengalis tanto em Bangladesh quanto em Bengala Ocidental. Mais notáveis são suas 3.000 músicas.
Michael Madhusudan Dutta converteu-se ao cristianismo, mas ficou famoso por seu trabalho baseado no épico hindu Ramayana, criando uma obra-prima conhecida como "O assassinato de Meghnadh" (em bengali "Meghnadh Bodh Kabbo" (মেঘনাদবধ কাব্য)) que essencialmente segue a tradição épica poética de O Paraíso Perdido de Milton.[carece de fontes?] É considerado por aqueles que o leram um poema épico de classe mundial da era moderna.
Sharat Chandra Chattopadhyay foi autor extremamente respeitado e estilista complexo em bengali e Bankim Chandra Chattopadhyay é mais famoso por ter escrito a canção nacional não oficial da Índia, "Bande Mataram" (pronunciado em hindi "Vande Mataram"). Jibanananda Das foi um poeta soberbo, notável por tentar criar literatura que ficasse fora do paradigma Tagore.[carece de fontes?]
Trabalhos religiosos seminais hindus em bengali incluem as muitas canções de Ramprasad Sen. Seus trabalhos do século XVII (cantados ainda hoje em Bengala Ocidental) cobrem uma miríade impressionante de respostas emocionais à Ma Kali, detalhando afirmações filosóficas complexas baseadas nos ensinamentos Vedanta e pronunciamentos mais viscerais de seu amor por Devi.[carece de fontes?] Usando alegorias criativas, Ramprasad tinha 'diálogos' com a Mãe-Deusa permeando toda sua poesia, às vezes repreendendo-a, adorando-a, celebrando-a como a Divindade Mãe, descuidada consorte de Shiva e Shakti caprichosa do cosmos. Também há as laudatórias contas da vida e ensinamentos do Vaishnava santo Shri Chaitanya Mahaprabhu (o Chaitanya Charitamrit) e Devi Advaitist Shri Ramakrishna (o Ramakrishna Charitamrit, traduzido rudemente como Evangelho de Ramakrishna).
O místico Baul do interior de Bengala, que pregava a verdade espiritual sem fronteiras do Sahaj Path (o caminho simples, natural), e Maner Manush (O Homem do Coração) desenhou a filosofia vedântica para propor verdades transcendentais em forma de música, viajando de vila em vila proclamando que não existiam coisas como hindu, muçulmano ou cristão, somente maner manush.[carece de fontes?]

## Uso na mídia
Em setembro de 2017, a língua bengali foi abordada na 3ª questão da 1ª fase da 7ª edição da Olimpíada Brasileira de Linguística.